# Karel Lamač
Karel Lamač, conosciuto anche come Carl Lamac (Praga, 27 gennaio 1887 – Amburgo, 2 agosto 1952), è stato un regista, sceneggiatore e attore ceco.
Fu sposato con Anny Ondra, una famosa attrice dell'epoca, che diresse in numerose pellicole.

## Biografia
Nato a Praga, all'epoca parte dell'Impero austro-ungarico, era figlio di un farmacista. Studiò anche lui farmacia e divenne direttore di un'orchestra studentesca. Iniziò a lavorare come attore durante la prima guerra mondiale realizzando dei documentari per il cinema tedesco, e proprio in Germania recitò come attore diventando ben presto una star del cinema muto. Parallelamente iniziò a scrivere delle sceneggiature.
Grazie al legame con l'attrice di origine ceca Anny Ondra, che diresse molte volte durante gli anni venti, creò la società di produzione Ondra-Lamac-Film: il loro rapporto lavorativo non si interrompe con il divorzio e il successivo matrimonio di lei con il famoso pugile Max Schmeling, bensì sarà solo la guerra a porvi fine.
Con l'avvento del cinema sonoro, Lamač decise di dedicarsi esclusivamente alla regia e con l'avvento del nazismo iniziò la sua vita errabonda in vari paesi europei, dove girò la versione locale delle sue pellicole realizzate nella Repubblica Ceca. Allo scoppio del conflitto, decise di lasciare il suo paese per vivere prima nei Paesi Bassi e poi nel Regno Unito. Nel dopoguerra riprese a lavorare sempre come regista prima in Francia e poi in Germania e negli Stati Uniti. Morì nel 1952 per una crisi cardiaca.

## Filmografia

### Regista
- Akord smrti
- Gilly poprvé v Praze (1920)
- Otrávené svetlo
- Drvostep
- Bílý ráj
- Chytte ho!
- Karel Havlícek Borovský
- Lucerna
- Hrabenka z podskalí
- Svejk na fronte
- Velbloud uchem jehly
- Dobrý voják Svejk
- Pantáta Bezousek (1927)
- Kvet ze Sumavy
- Sladká Josefínka
- Chorus Girls
- Evas Töchter
- Der erste Kuß (1928)
- Saxophon-Susi
- Hrích
- Sündig und süß
- Hríchy lásky
- Das Mädel mit der Peitsche
- Die Kaviarprinzessin
- Das Mädel aus U.S.A.
- Die vom Rummelplatz
- Der falsche Feldmarschall
- Eine Freundin so goldig wie Du
- Le Comte Billy
- Er und seine Schwester
- Der Zinker, co-regia di Karl Forest e Martin Frič (1931)
- To neznáte Hadimrsku
- Die Fledermaus (1931)
- On a jeho sestra
- Monsieur le maréchal
- C. a k. polní marsálek
- Mamsell Nitouche
- Eine Nacht im Paradies
- Lelícek ve sluzbách Sherlocka Holmese
- Il pipistrello (La Chauve-Souris), co-regia di Pierre Billon (1932)
- Une nuit au paradis
- Wehe, wenn er losgelassen
- Faut-il les marier?
- Die grausame Freundin
- Der Hexer
- Kiki (1932)
- La figlia del reggimento (Die Tochter des Regiments o Die Regimentstochter) (1933)
- La Fille du régiment (La Fille du régiment), co-regia di Pierre Billon (1933)
- Klein Dorrit (1934)
- Polenblut (1934)
- Amore in gabbia (Die vertauschte Braut), regia di Carl Lamac (1934)
- Il piccolo conte (Der junge Graf) (1935)
- Amo tutte le donne (Ich liebe alle Frauen) (1935)
- L'allegro postiglione (Der König lächelt - Paris lacht) (1936)
- Der schüchterne Casanova
- Flitterwochen (1936)
- Dove canta l'allodola (1936)
- Die Landstreicher (1937)
- Na tý louce zelený (1940)
- Schweik's New Adventures (1943)
- Incontro nel buio
- It Happened One Sunday (1944)
- Nessun perdono (La Colère des dieux) (1947)
- Una notte al tabarin
- La ladra di Bagdad (Die Diebin von Bagdad) (1952)
- Lachkabinett
- Unsterblicher Valentin

### Attore
- Utrpením ke sláve
- Aloisuv los
- Akord smrti
- Palimpsest
- Probuzené svedomí
- Zlatá zena
- Tam na horách, regia di Sidney M. Goldin (1920)
- Svet patrí nám
- Milování zakázáno
- Na tý louce zelený, regia di Carl Lamac (1940)

### Produttore
- Der Zinker, regia di Karl Forest, Martin Frič e Carl Lamac (1931)